# New Democrat Coalition
Die New Democrat Coalition (NDC) ist ein Bündnis von politisch moderaten Abgeordneten der Demokratischen Partei in den Vereinigten Staaten. Im Repräsentantenhaus ist diese Gruppe eine von drei großen Koalitionen innerhalb der demokratischen Fraktion (House Democratic Caucus), neben dem Congressional Progressive Caucus und der Blue Dog Coalition.
Sie umfasste am 3. Januar 2021 93 Abgeordnete des US-Kongresses. Im Dezember 2020 wurde Suzan DelBene (Washington) Vorsitzender der NDC.

## Die New Democrats und ihr Selbstverständnis
Die Koalition wurde im Jahr 1997 als Bündnis von Kongressabgeordneten gegründet, die dem zentristischen Democratic Leadership Council nahestanden. Von Januar 1993 bis Januar 2001 war Bill Clinton US-Präsident; er stand der NDC nahe.
Die New Democrat Coalition besteht aus moderaten und zentristischen demokratischen Kongressabgeordneten. Sie gilt politisch als Mitte der Demokratischen Partei zwischen der eher konservativen Blue Dog Coalition und dem liberal-progressiven Congressional Progressive Caucus.

## Mitglieder

### Im 117. Kongress
Im 117. Kongress gehören derzeit 93 Abgeordnete und ein nicht stimmberechtigter Delegierter des Repräsentantenhauses der Neuen Demokratischen Koalition an:

#### Stimmberechtigte Mitglieder
- Terri Sewell (AL-7)

- Tom O’Halleran (AZ-1)
- Ann Kirkpatrick (AZ-2)
- Greg Stanton (AZ-9)

- Ami Bera (CA-7) – Stellvertretende Vorsitzende für Öffentlichkeitsarbeit
- Josh Harder (CA-10)
- Jim Costa (CA-16)
- Jimmy Panetta (CA-20)
- Salud Carbajal (CA-24)
- Julia Brownley (CA-26)
- Adam Schiff (CA-28)
- Tony Cérdenas (CA-29)
- Pete Aguilar (CA-31 – Whip)
- Norma Torres (CA-35)
- Raul Ruiz (CA-36)
- Lou Correa (CA-46)
- Juan Vargas (CA-51)
- Scott H. Peters (CA-52) – Stellvertretender Vorsitzender für Politik
- Sara Jacobs (CA-53)

- Jason Crow (CO-6)
- Ed Perlmutter (CO-7)

- Jim Himes (CT-4)

- Lisa Blunt Rochester (DE-AL)

- Al Lawson (FL-5)
- Stephanie Murphy (FL-7)
- Darren Soto (FL-9)
- Val Demings (FL-10)
- Charlie Crist (FL-13)
- Debbie Wasserman Schultz (FL-23)

- Lucy McBath (GA-6)
- Carolyn Bourdeaux (GA-7)
- David Scott (GA-13)

- Ed Case (HI-1)

- Mike Quigley (IL-05)
- Sean Casten (IL-06)
- Raja Krishnamoorthi (IL-08)
- Brad Schneider (IL-10)
- Cheri Bustos (IL-17)
- Bill Foster (IL-11)

- André Carson (IN-7)

- Cindy Axne (IA-3)

- Sharice Davids (KS-3) – Stellvertretende Vorsitzende für Member Services

- Anthony G. Brown (MD-4)
- David Trone (MD-6)

- Lori Trahan (MA-3)
- Seth Moulton (MA-6)
- Bill Keating (MA-9)

- Elissa Slotkin (MI-8)
- Haley Stevens (MI-11)
- Brenda Lawrence (MI-14)

- Angie Craig (MN-2)
- Dean Phillips (MN-3)

- Susie Lee (NV-3)
- Steven Horsford (NV-4)

- Chris Pappas (NH-1)
- Ann McLane Kuster (NH-2) – stellvertretende Vorsitzende für Kommunikation

- Donald Norcross (NJ-1)
- Josh Gottheimer (NJ-5)
- Tom Malinowski (NJ-7)
- Mikie Sherrill (NJ-11)

- Tom Suozzi (NY-3)
- Kathleen Rice (NY-4)
- Gregory Meeks (NY-5)
- Sean Patrick Maloney (NY-18)
- Joe Morelle (NY-25)

- Deborah Ross (NC-2)
- Kathy Manning (NC-6)

- Kurt Schrader (OR-5)

- Brendan Boyle (PA-2)
- Madeleine Dean (PA-4)
- Chrissy Houlahan (PA-6) – Whip
- Susan Wild (PA-7)

- Jim Cooper (TN-5)

- Lizzie Fletcher (TX-7)
- Vicente Gonzalez (TX-15)
- Veronica Escobar (TX-16)
- Joaquin Castro (TX-20)
- Henry Cuellar (TX-28)
- Colin Allred (TX-32)
- Marc Veasey (TX-33)

- Elaine Luria (VA-2)
- Donald McEachin (VA-4)
- Abigail Spanberger (VA-7)
- Don Beyer (VA-08)
- Jennifer Wexton (VA-10)
- Gerry Connolly (VA-11)

- Suzan DelBene (WA-01) – Vorsitzende
- Rick Larsen (WA-2)
- Derek Kilmer (WA-06)
- Kim Schrier (WA-8)
- Adam Smith (WA-9)
- Marilyn Strickland (WA-10)

- Ron Kind (WI-3)

#### Nicht stimmberechtigtes Mitglied
- Stacey Plaskett (VI-AL)

### Im 111. Kongress
- Bobby Bright (AL-2. Bezirk)
- Artur Davis (AL-7)
- Harry Mitchell (AZ-5)
- Gabrielle Giffords (AZ-8)
- Vic Snyder (AR-2)
- Lois Capps (CA-23)
- Adam Schiff (CA-29)
- Jane Harman (CA-36)
- Laura Richardson (CA-37)
- Loretta Sanchez (CA-47)
- Susan Davis (CA-53)
- Diana DeGette (CO-1)
- Jared Polis (CO-2)
- Ed Perlmutter (CO-7)
- John Larson (CT-1)
- Joe Courtney (CT-2)
- Jim Himes (CT-4)
- Chris Murphy (CT-5)
- Kendrick Meek (FL-17)
- Debbie Wasserman Schultz (FL-20)
- Ron Klein (FL-22)
- Suzanne Kosmas (FL-24)
- John Jenkins Barrow (GA-12)
- David Scott (GA-13)
- Melissa Bean (IL-8), stellvertretende Vorsitzende
- Debbie Halvorson (IL-11)
- Bill Foster (IL-14)
- André Carson (IN-7)
- Dennis Moore (KS-3)
- Charlie Melancon (LA-3)
- Frank Kratovil (MD-1)
- Mark Schauer (MI-7)
- Gary Peters (MI-9)
- Russ Carnahan (MO-3)
- Shelley Berkley (NV-1)
- John Adler (NJ-3)
- Rush D. Holt Jr. (NJ-12)
- Martin Heinrich (NM-1)
- Steve Israel (NY-2)
- Carolyn McCarthy (NY-4)
- Gregory Meeks (NY-6)
- Joseph Crowley (NY-7), Vorsitzender
- Michael McMahon (NY-13)
- Eliot L. Engel (NY-17)
- Scott Murphy (NY-20)
- Mike Arcuri (NY-24)
- Dan Maffei (NY-25)
- Brian Higgins (NY-27)
- Bob Etheridge (NC-2), Gründungsmitglied
- Mike McIntyre (NC-7), Gründungsmitglied
- Charlie Wilson (OH-6)
- John Boccieri (OH-16)
- David Wu (OR-1)
- Kurt Schrader (OR-5)
- Jason Altmire (PA-4)
- Joe Sestak (PA-7)
- Patrick Murphy (PA-8)
- Chris Carney (PA-10)
- Allyson Schwartz (PA-13), stellvertretende Vorsitzende
- Charlie Gonzalez (TX-20)
- Jim Moran (VA-8), Gründungsmitglied
- Gerry Connolly (VA-11)
- Jay Inslee (WA-1)
- Rick Larsen (WA-2)
- Brian Baird (WA-3)
- Adam Smith (WA-9), stellvertretender Vorsitzender, Gründungsmitglied
- Ron Kind (WI-3), Vorsitzender, Gründungsmitglied